# Raxifabia laevis
Raxifabia laevis is een mosdiertjessoort uit de familie van de Bifaxariidae. De wetenschappelijke naam van de soort is, als Bifaxaria laevis, voor het eerst geldig gepubliceerd in 1884 door Busk.